# Tunnels d'agression
Les tunnels d'agression sont quatre tunnels construits par la Corée du Nord sous la frontière entre la Corée du Nord et la Corée du Sud et découverts entre 1974 et 1990. Après la découverte du troisième tunnel en 1978, l'Organisation des Nations unies a accusé la Corée du Nord de ne pas avoir respecté le traité d'Armistice de Panmunjeom de 1953, signé à la fin de la guerre de Corée. 
Les tunnels d'agression ont été appelés ainsi par la Corée du Sud, qui considère qu'il s'agit d'un acte d'agression de la Corée du Nord. Si, au 1er mars 2015, quatre tunnels ont été découverts, on pourrait en réalité en compter une vingtaine. Les militaires sud-coréens et américains creusent régulièrement au niveau de la zone coréenne démilitarisée pour en trouver d'autres.

## La découverte des tunnels

### Premier tunnel
Le 15 novembre 1974, lors d'une patrouille des Forces armées sud-coréennes au niveau du 38e parallèle, des soldats remarquent de la vapeur d'eau qui s'échappe du sol. Espérant avoir découvert une source de chaleur, ils découvrent rapidement un tunnel, 18 m sous la surface du sol et qui s'étend sur 1 000 m, sous la zone coréenne démilitarisée et qui se dirige vers le nord. Le tunnel avait les parois renforcées par des dalles de béton, éclairé et équipé de rails pour permettre le passage de wagons,. La galerie pouvait dissimuler un régiment d'infanterie ou permettre à des milliers de soldats de se rendre au sud, le débit estimé est de 2 000 hommes par heure. 
La découverte initiale a déclenché le tir de soldats nord-coréens. Cinq jours plus tard, au cours d'une exploration ultérieure de ce tunnel, un commandant de la Marine des États-Unis et un major du Corps des Marines de la République de Corée ont été tués dans le tunnel par un dispositif explosif nord-coréen. L'explosion a également blessé cinq Américains et un Sud-coréen du Commandement des Nations unies en Corée (CNU).
À la suite de cette découverte, le CNU s'alerte de la présence éventuelle d'autres tunnels.

### Deuxième tunnel
Moins d'un an plus tard, le 19 mars 1975, le CNU annonce qu'un nouveau tunnel a été découvert, à quelques kilomètres au nord de Chorwon dans le district de Cheorwon. La galerie est longue de 2 300 mètres, haute de 2 mètres et large d'un peu moins de 2 mètres. Il s'agit donc du second tunnel du genre découvert. Le régime de Pyongyang nie alors toute implication, déclarant même que si la Corée du Sud a découvert un tunnel, c'est qu'elle en est à l'origine.

### Troisième tunnel

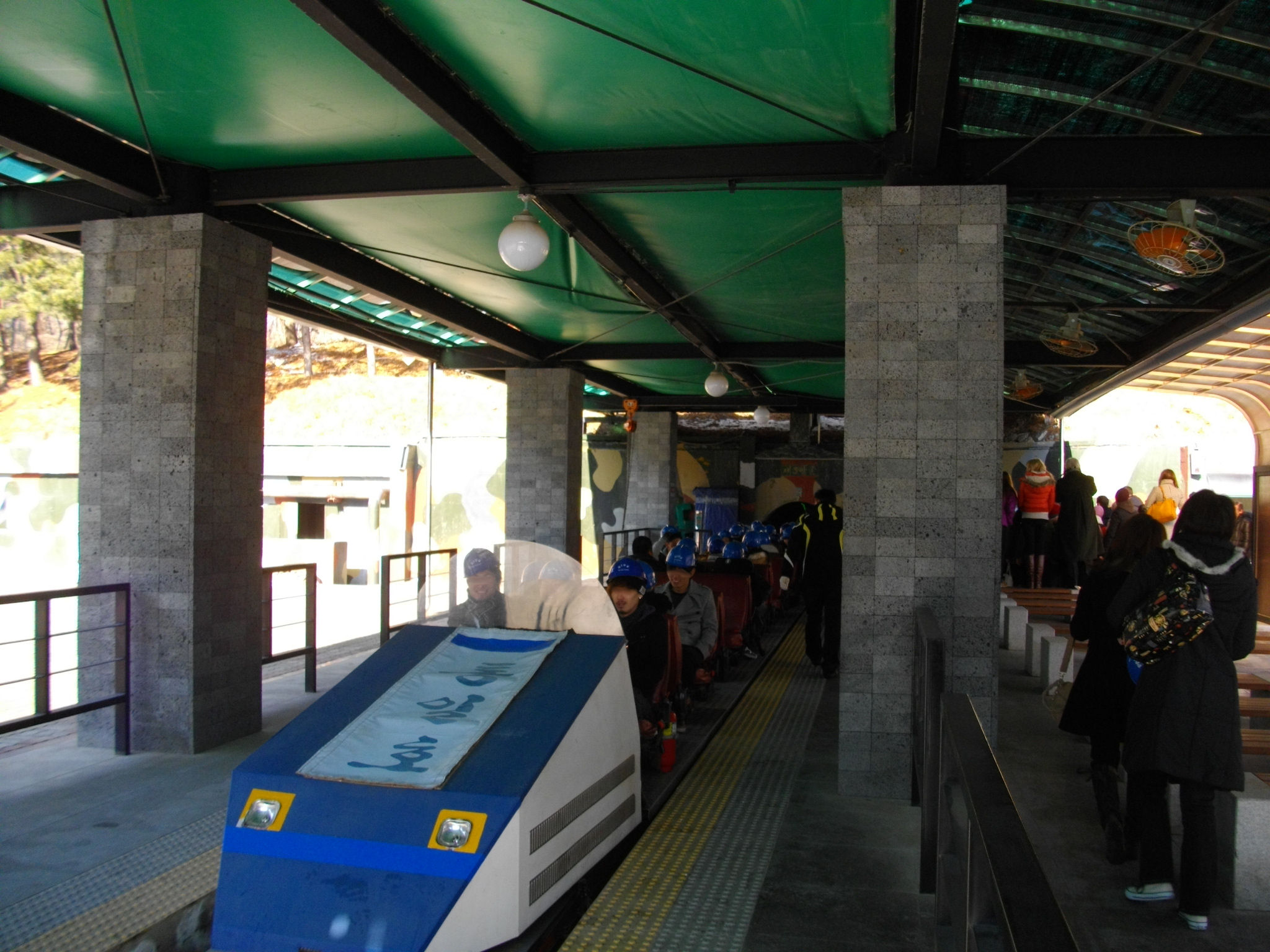
Monorail installé pour visiter le troisième tunnel d'agression.

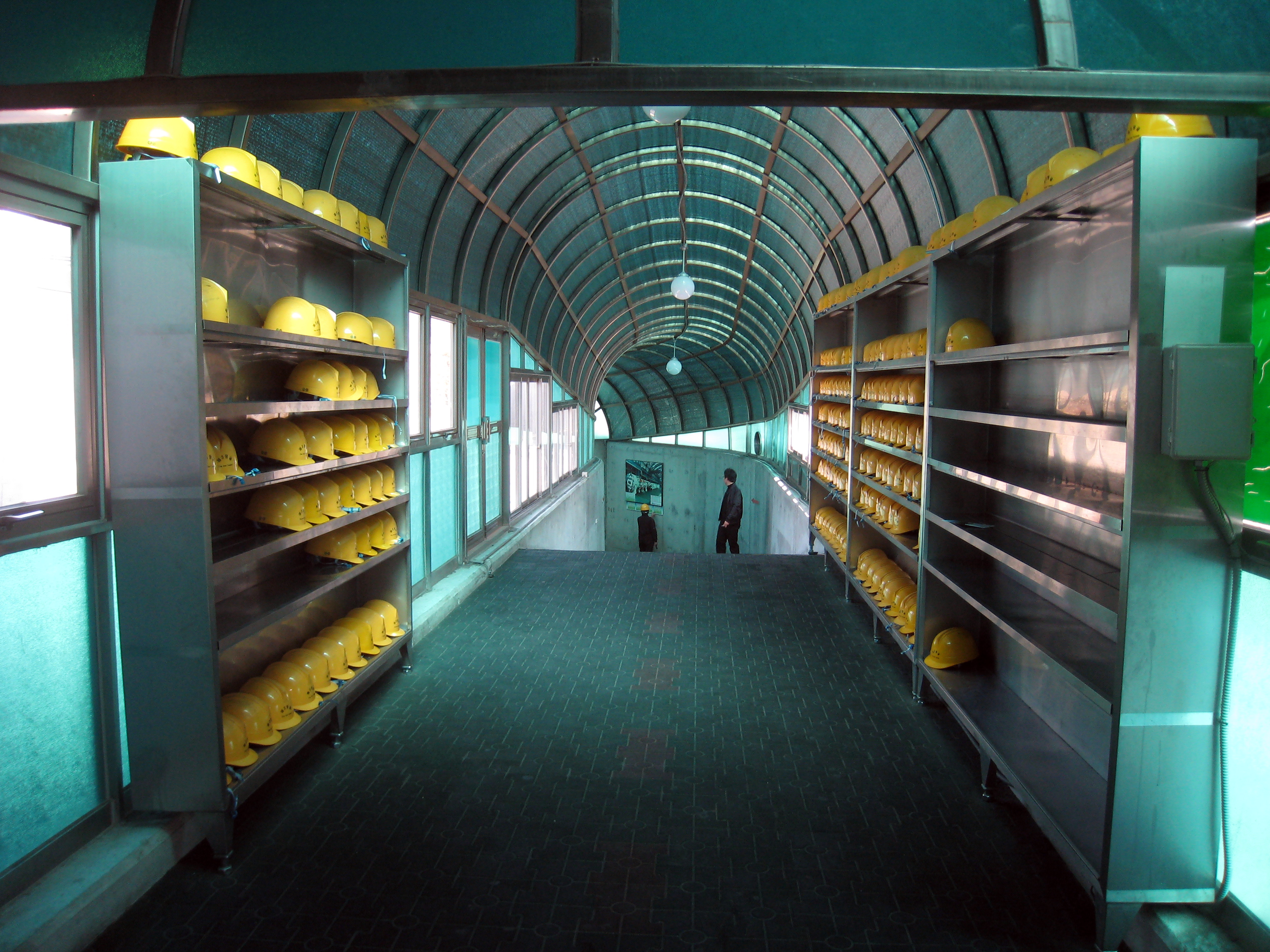
Entrée du bâtiment conduisant au troisième tunnel d'agression.

Le troisième tunnel d'agression ((ko) : 제3땅굴) est découvert le 17 octobre 1978, à seulement 4 kilomètres du village de Panmunjeom, au sud de la Joint Security Area,. C'est le plus connu de ceux qui ont été découverts.
Percé à 73 mètres de profondeur, sa galerie est longue de 1,7 km, haute de 2 m et mesure également 2 m de large. Selon Kèoprasith Souvannavong de RFI, ce tunnel pourrait laisser passer 30 000 hommes par heure et servir à une attaque surprise de Séoul, la capitale de la Corée du Sud, située à moins de cinquante kilomètres.
Dans un premier temps, la Corée du Nord nie être à l'origine de cette « nouvelle » galerie. Le régime Nord-coréen déclare qu'il s'agit d'une galerie de mine de charbon. Cependant, la présence de charbon dans un tel endroit est peu probable. Les murs sont composés de granite.
Le site de la découverte est actuellement ouvert au tourisme.

### Quatrième tunnel
Le 3 mars 1990, un quatrième tunnel est découvert à 261 kilomètres au Nord-Est de Yanggu dans la province de Gangwon. La localisation de cette galerie, la première dans le secteur Est de la zone coréenne démilitarisée semble indiquer que la Corée du Nord avait des plans d'invasion sur toute la ligne de démarcation. Ce tunnel est enterré 145 mètres sous le niveau du sol et mesure 2 m de large sur 2 m de haut. Il était suffisamment large pour permettre à 3 soldats de marcher de front à l'intérieur.
Quelques jours après cette découverte, le 9 mars 1990, la Corée du Nord avoue pour la première fois être à l'origine de ce tunnel. Le régime de Pyongyang déclare que l'objectif était de faciliter la réunification de la Corée.
La conception des tunnels s’avère être de plus en plus sophistiquée. Le troisième tunnel par exemple est creusé en pente, ce qui permet un écoulement et évacuation rapide de l'eau.